# Pierre Payssé
Pierre Edmond Payssé (Parigi, 21 novembre 1873 – Parigi, 5 dicembre 1938) è stato un ginnasta francese.
Partecipò ai Giochi olimpici del 1900 di Parigi nella gara degli esercizi combinati dove si classificò quarto assieme al connazionale Jules Rolland, con 290 punti. Prese parte anche ai Giochi olimpici intermedi del 1906 di Atene in cui vinse due medaglie d'oro.